# Phoradendron rubrum
Phoradendron rubrum är en sandelträdsväxtart som först beskrevs av Carl von Linné, och fick sitt nu gällande namn av August Heinrich Rudolf Grisebach och August Wilhelm Eichler. Phoradendron rubrum ingår i släktet Phoradendron och familjen sandelträdsväxter. Inga underarter finns listade i Catalogue of Life.